# Loutre à joues blanches du Cap
Aonyx capensis capensis
 (septembre 2013).
Si vous disposez d'ouvrages ou d'articles de référence ou si vous connaissez des sites web de qualité traitant du thème abordé ici, merci de compléter l'article en donnant les références utiles à sa vérifiabilité et en les liant à la section « Notes et références ».
Sous-espèce
La Loutre à joues blanches du Cap (Aonyx capensis capensis) est une sous-espèce de loutre vivant dans les zones humides d’Afrique subsaharienne, sauf dans les forêts tropicales d’Afrique centrale.

## Habitat
En Guinée-Bissau et tout particulièrement dans l'archipel des Bijagos, l'espèce est commune. La rencontre de traces fraîches va de 3 à plus de 10 par jour de prospection. Dans l'archipel des Bijagos, nous pouvons parler d'une espèce marine puisque son habitat est constitué d'îles et d'îlots en mer.
En Guinée-Bissau, lorsqu’elle est dérangée, la loutre à joues blanches fuit vers la terre ferme et les buissons, même si elle se trouve dans l’eau. Elle ne tente pas de fuir dans l’eau ou vers l’eau comme le fait une autre espèce présente dans l’archipel, mais non encore vraiment identifiée.
Dans l’archipel, l’espèce bénéficie d’un statut traditionnel spécifique qui la met, pour le moment, à l’abri de la pression de chasse.
Lors d’une précédente expédition dans l’archipel des Bijagos, en fin de saison des pluies, il a été observé un regroupement très important de traces fraîches (moins de deux heures) sur une plage. À cette occasion, il a été compté une centaine de traces différentes. Nous n’avons pas d’explication à donner concernant cette concentration qui nous semble exceptionnelle.

## Alimentation
Son alimentation est composée principalement de crabes de terre et de crabes de vase qu'elle chasse dans les mangroves (60 à 90 % de son alimentation) et de poissons de petite taille. Lors d'une étude de 5 mois sur le terrain en 2006 dirigé par Jean-François Floch, il a été trouvé des déjections composées soit de crabe, soit de poissons, jamais des deux dans la même déjection. De plus, chaque tas d'excréments étaient composés soit, exclusivement de déjections dans lesquelles on ne trouvait que des restes de crabes, soit exclusivement de déjections dans lesquelles on ne trouvait que des restes de poissons et toujours de la même espèce. Même lorsque ces tas d’excréments étaient proches l’un de l’autre (un mètre pour l’une des observations).
Il a été constaté que la pêche de poissons relevait de deux techniques différentes. La première, pratiquée dans de petits bras de mer, consiste à chasser (pêcher) des mulets ou d’autres espèces se trouvant là de façon quasi permanente. La deuxième, plus rare, consiste à se trouver au bon endroit au bon moment et à se gaver. En effet, il a été constaté que lors de certaine marée montante et en certains lieux, d’immenses bancs de poissons (Bonga) sont entraînés jusque dans de grands bras de mer. La densité de poisson fourrage est alors telle que la surface de l’eau n’est plus que bouillonnement sur un peu plus d’un kilomètre. Tous les prédateurs marins sont alors présents (dauphins, tarpon et loutre).